# 俄罗斯广播电台
俄罗斯广播电台（俄文：Радио России，英文：Radio Rossii），是俄罗斯的一个公共广播电台，属于全俄罗斯国家广播电视公司。 

## 概况
1990年12月10日，电台开始播出。苏联解体后，电台归属为全俄广播电视公司，主要播放新闻、音乐和评论节目。目前使用调频、中波和长波广播，覆盖俄罗斯全境、独联体国家和部分欧洲国家。电台虽然为24小时播音，但是在各个地区仅为当地时间6:00-0:00播音。

## 收听频率
101.5MHz